# جروم ک. جروم
جروم کلاپکا جروم (انگلیسی: Jerome Klapka Jerome؛ ۲ مهٔ ۱۸۵۹ – ۱۴ ژوئن ۱۹۲۷) یک نویسنده، روزنامه‌نگار، طنزپرداز، نمایش‌نامه‌نویس، و رمان‌نویس اهل بریتانیا بود که بیشتر برای کتاب طنز سفرنامه سه مرد در یک قایق (۱۸۸۷) شناخته شده است.
جروم. ک. جروم» یکی از فکاهی‌نویسان معروف و مطرح جهان است. این رمان‌نویس و نمایشنامه‌نویس انگلیسی در سال ۱۸۵۹ به دنیا آمد و سال ۱۹۲۷ از دنیا رفت. او در لندن تحصیل کرد و به مشاغل گوناگونی مثل کارمندی راه‌آهن، آموزگاری، بازیگری و روزنامه‌نگاری پرداخت.

جروم در حدود ۱۸۸۹

## آثار
علاوه بر رمان «سه مرد در یک قایق» از آثار دیگر او می‌توان به مجموعهٔ «افکار یک بیکاره» (۱۸۸۶) و «دومین فکر یک بیکاره»؛ «سه مرد بر فراز بمل» و و «پاول کلور» و نمایشنامه‌های «باربارا» و «مسافر طبقه سوم رو به حیاط» و چندین اثر دیگر اشاره کرد.